# 김인선
김인선(金仁善, 1922년 5월 5일 ~ 2013년 4월 18일, 제주 제주)은 대한민국의 정치인이다. 제2대 국회의원을 지냈다.

## 약력
- 사립일신학교(구엄초의 전신)졸업
- 제주농업학교 졸업
- 청년운동
- 대한청년단 제주도 단장
- 제2대 국회의원

## 역대 선거 결과
|  | 22.48% |

|  | 38.31% |

## 참고 자료
- 《대한민국 의정총람》, 국회의원총람발간위원회, 1994년
- 김인선 - 대한민국헌정회